# Karabin maszynowy wz. 33
Karabin maszynowy wz. 33 – polski stały lotniczy karabin maszynowy kalibru 7,92 mm z lat 30. XX wieku, powstały przez modyfikację konstrukcji ciężkiego karabinu maszynowego wz. 30. W latach 1933–1938 wyprodukowano 672 egzemplarze tej broni w wariantach wz. 33 i wz. 33A, które trafiły na uzbrojenie samolotów myśliwskich PZL P.7 i PZL P.11, samolotów rozpoznawczo-bombowych PZL.23 Karaś i samolotów obserwacyjnych RWD-14 Czapla. Następcą karabinu maszynowego wz. 33 był produkowany od 1938 roku karabin maszynowy wz. 36.

## Historia
Pod koniec lat 20. XX wieku w polskim lotnictwie używano kilku typów stałych karabinów maszynowych Vickersa: wz. 1909 i jego ulepszonej odmiany wz. 1909/18 oraz wz. E. Broń ta nie odpowiadała w pełni warunkom stawianym nowoczesnym lotniczym karabinom maszynowym, czyli niezawodności działania w szerokiej gamie temperatur i dużej szybkostrzelności. Rozpoczęcie produkcji w Fabryce Karabinów ciężkiego karabinu maszynowego wz. 30 umożliwiło w listopadzie 1930 roku zapoczątkowanie prac nad własną konstrukcją karabinu maszynowego pilota. Projektanci Biura Konstrukcyjnego Państwowych Wytwórni Uzbrojenia (PWU) pod kierunkiem inż. Bolesława Jurka zachowali zasadę działania ckm wz. 30 (krótki odrzut lufy), zmieniając sposób chłodzenia z wodnego na powietrzny i sposób zasilania. Szybkostrzelność broni udało się powiększyć do wartości ponad 1000 strz./min dzięki zastosowaniu przyspiesznika, zaś siłę odrzutu ograniczono stosując osłabiacz odrzutu. Całkowity koszt prac nad nowym lotniczym karabinem maszynowym wyniósł 556 000 złotych.
Próby broni prowadzono w latach 1931-1932, po czym weszła do produkcji seryjnej jako karabin maszynowy pilota wz. 33. W maju 1933 roku Kierownictwo Zaopatrzenia Uzbrojenia zamówiło 360 egzemplarzy nowej broni, w cenie 4950 zł za sztukę (łącznie z kosztem dostawy oraz amunicji potrzebnej do przeprowadzenia prób odbiorczych). Zamówiono też 500 000 sztuk ogniwek taśmy w cenie 14 groszy za sztukę. W 1933 roku wyprodukowano 50 sztuk, w 1934 roku 84 egzemplarze, w 1935 roku 230 sztuk i w 1936 roku 108 egzemplarzy, co daje łącznie 472 sztuki. W 1938 roku wyprodukowano 200 sztuk nieznacznie ulepszonej wersji oznaczonej wz. 33A. Całkowita wielkość produkcji wyniosła więc 672 egzemplarze. Początkowo produkcja nowego typu broni napotkała trudności w obróbce cieplnej trzonów zamkowych, które ze względu na złożone kształty często ulegały odkształceniom. Problem został rozwiązany poprzez zmianę metody obróbki cieplnej tych elementów.

## Użycie
Karabin maszynowy wz. 33 został przystosowany do współpracy z synchronizatorami Skoda-PZL, konstrukcji inżyniera Tadeusza Baudouina de Courtenay (patent nr 19467) lub JS-2 („Motolux”), skonstruowanego przez inż. Jana Szala (patent nr 22825). Broń w wersjach wz. 33 i wz. 33A od 1933 roku zaczęła trafiać na wyposażenie polskiego lotnictwa. Karabiny stanowiły uzbrojenie późnych serii produkcyjnych G, H i J samolotów myśliwskich PZL P.7a (od nr 6.109 do 6.148), późnych serii PZL P.11a i P.11c, samolotów rozpoznawczo-bombowych PZL.23 Karaś i samolotów obserwacyjnych RWD-14 Czapla. Była to więc podstawowa broń polskich samolotów walczących z Luftwaffe podczas kampanii wrześniowej w 1939 roku. Większość z zestrzelonych podczas walk 126 samolotów niemieckich była wynikiem ostrzału ze strony myśliwców PZL P.11 wyposażonych w karabiny maszynowe wz. 33.
Karabiny maszynowe wz. 33 znalazły się też na uzbrojeniu eksportowej wersji myśliwca P.11f budowanej na licencji w rumuńskich zakładach IAR oraz samolotu myśliwskiego PZL P.24B, zbudowanego dla Bułgarii w liczbie 12 sztuk.

## Opis konstrukcji
Karabin maszynowy wz. 33 był bronią automatyczną kalibru 7,92 mm, działającą na zasadzie wykorzystania krótkiego odrzutu lufy, z zamkiem ryglowanym klinowo. Strzelanie odbywało się z zamka zamkniętego. Karabin składał się z następujących części: komory zamkowej, pokrywy komory zamkowej, osłony lufy, odrzutnika, tylca, donośnika, lufy, suwadła, zamka, urządzenia powrotnego zamka i mechanizmu spustowego. Długość broni wynosiła 1000 mm, zaś długość lufy 720 mm. Lufa z gwintem czterobruzdowym, prawoskrętnym, chłodzona powietrzem. Wytrzymałość lufy wynosiła 5000 strzałów. Masa karabinu wynosiła 11,5 kg, w tym masa lufy 1,43 kg. Prędkość początkowa pocisku wynosiła 825 m/s, zaś szybkostrzelność teoretyczna 1100 strz./min. Broń zasilana była z lewej strony z metalowej taśmy ogniwkowej mieszczącej 100 naboi; stosowano specjalną amunicję lotniczą 7,92 × 57 mm typu S. Kolejność układania naboi w taśmie była następująca: przeciwpancerny, zapalający i rozrywający, po czym sekwencja się powtarzała. Uruchamianie spustu broni następowało za pomocą urządzenia mechanicznego, zaprojektowanego w PWU przez inżynierów Tadeusza Baudouina de Courtenay i Wsiewołoda Jakimiuka lub poprzez mechanizm pneumatyczny (także zaprojektowany przez T. Baudouina i W. Jakimiuka, patent nr 21141).